# Auerbach (Westernach)
Der Auerbach ist ein über 16 Kilometer langer Bach im Unterallgäu.

## Verlauf
Die Quelle des Auerbachs liegt in einem Wald etwas südwestlich von Wineden. Er fließt in durchweg etwa nördlicher Richtung westlich an Wineden und Buchenbrunn, und östlich an Markt Rettenbach und Lannenberg vorbei, dann wieder westlich an Eutenhausen vorbei und durch Mussenhausen (alle zur Gemeinde Markt Rettenbach) nach Stetten, das er durchquert. Dann durchläuft er noch das größtenteils links liegende Oberauerbach und mündet zwischen diesem und dem ebenfalls zu Mindelheim gehörenden Ortsteil Unterauerbach von links in die Westernach.
Der Auerbach durchfließt in seinem Verlauf von der Quelle auf 755 m Höhe bis zur Mündung in die Westernach auf 594 m Höhe einen Höhenunterschied von 161 Metern.
Die Auerbachquelle war bis 2012 die Trinkwasserversorgung von Wineden.